# Juliana Berners

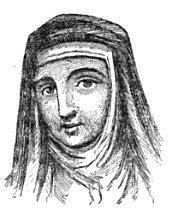
Juliana Berners (Fantasiebild, 1902)

Juliana Berners, auch Dam Julyans Barnes (* um 1400; † nach 1460) war eine der frühesten englischen Schriftstellerinnen.

## Leben
Über die historische Person Juliana Berners ist nur wenig bekannt. Sie lebte wahrscheinlich zu Beginn des 15. Jahrhunderts und hat Schriften aus bestehenden Manuskripten zusammengestellt. Sie verfasste einige Reime über die Jagd. Es konnte in keinem authentischen Stammbaum der Familie Berners eine Person dieses Namens nachgewiesen werden. Ihre überlieferte Biografie stützt sich daher auf Vermutungen und phantastische Ausschmückungen. Joseph Haslewood weist der Dame aufgrund von Henry Chauncy The Historical antiquities of Hertfordshire eine angesehene Abstammung zu. Nach unklarer Überlieferung soll sie die Tochter von Sir James Berners gewesen sein, der unter der Regierung Richards II. zunächst dessen Günstling war, dann jedoch 1388 enthauptet wurde. Geboren am Ende des vierzehnten Jahrhunderts soll sie Priorin des Klosters Sopwell bei St Albans in Hertfordshire geworden sein, wo sie nach 1460 verstorben sei. Haslewood schmückte ihren rätselhaften Lebenslauf weiter aus, indem er Berners Roding in der Grafschaft Essex als ihren Geburtsort angab. Ihr Bruder Richard Berners soll durch Heinrich IV. zum Baron ernannt worden sein.  Er schreibt ihr die Urheberschaft aller vier Werke im Book of St. Albans zu. Um zu erklären, weshalb eine noble Dame sich berufen fühlte ein Buch über die Jagd zu schreiben, gibt er an, sie habe ihre Jugend bei Hofe verbracht, an den Jagdvergnügungen teilgenommen und für sich selbst die Erlebnisse niedergeschrieben. Als sie sich nach einer Enttäuschung ins Kloster zurückzog, wäre sie aufgrund ihrer Abstammung dort Priorin geworden.
Sie interessierte sich für die Jagd, insbesondere die Falknerei und Fischerei sowie die Wappenkunde. Sie schrieb über diese Tätigkeiten, zeitgenössisch bedingt zum Teil in Versen, das heute in seiner ersten Ausgabe überaus seltene Werk The bokys of Hawkyng and Huntyng and also of Cootarmuris (St. Albans 1486, gotisch mit Holzschnitten). In den späteren Ausgaben wurde das um 1441 geschriebene Buch über Wappenkunde hinzugefügt. Auch die neueste Auflage (London 1811) ist eine Seltenheit, da nur 150 Exemplare gedruckt wurden.
Sie übernahm scheinbar für ihre Zusammenstellungen die Beschreibungen anderer Verfasser, so weisen ihre Verse Treatise on hunting deutliche Parallelen zu einem früheren Werk Le Art de Venerie des Guillaume Twici (Guillaume Twich) französischen Oberjägermeisters des Königs Eduard II. auf. In der Zeitschrift für romanische Philologie heißt es Berners Treatise on hunting

“is only a metrical version of Twety’s Tract; with here and there a little enlargement. Her descriptions, and her terms of hunting, are the same verbatim”

„ist lediglich eine metrische Version von Twety’s Tract; hier und da mit einer kleinen Erweiterung. Ihre Beschreibungen und ihre Jagdbedingungen sind wörtlich dieselben“

Unklar bleibt zudem, ob sie jemals als Priorin des Klosters Sopwell war, da sie auch dort in den Aufzeichnungen nicht in dem vermuteten Zeitraum zu finden war. Laut William Blades waren die Priorinnen von 1416 bis 1426 Matilda de Flamstede, danach Letitia Wyttenham, Joan Chapell und ab 1480 Elizabeth Webb. Erschwerend kommt hinzu, dass ihr angeblicher Vater James Berners bereits im Jahr 1388 hingerichtet wurde, was ihr Geburtsjahr in diesen Zeitraum setzen würde. Bei der Veröffentlichung des Buches 1486 wäre sie also nahezu 100 Jahre alt gewesen.

## Schriften
- The boke of Saint Albans. Hrsg.: William Blades. Elliot Stock, London 1881 (archive.org).